# アルミン・ツェゲラー
アルミン・ツェゲラー（Armin Zöggeler、1974年1月4日 - ）は、イタリア共和国、トレンティーノ＝アルト・アディジェ州ボルツァーノ自治県メラーノ出身のリュージュ選手である。
冬季オリンピックでは1994年リレハンメルオリンピック（ノルウェー）から2014年ソチオリンピック（ロシア）まで6大会連続でメダルを獲得、そのうち2002年ソルトレークシティオリンピック（アメリカ合衆国）と2006年トリノオリンピック（イタリア）では金メダルを手にした。
リュージュ世界選手権では6度優勝、リュージュ・ワールドカップでは10度総合優勝を果たしている。